# Rock Steady (Ensi)
| Recensione | Giudizio |
| ---------- | -------- |
| Rockol     | [ 1 ]    |

Rock Steady è il terzo album in studio del rapper italiano Ensi, pubblicato il 2 settembre 2014 dalla Atlantic Records.

## Descrizione
Rock Steady è il primo album in studio di Ensi distribuito da una major, in questo caso la Warner Music Group, ed è costituito da 11 brani, di cui alcuni presentano collaborazioni con alcuni artisti appartenenti al mondo dell'hip hop italiano e non, come Salmo, Noyz Narcos e Julia Lenti.

Riguardo al titolo dell'album, lo stesso Ensi ha spiegato:

## Promozione
L'album è stato anticipato dal singolo Change, realizzato con Patrick Benifei dei Casino Royale e pubblicato il 1º luglio 2014 per il download digitale. A esso hanno fatto seguito il videoclip del brano di apertura Rispetto di tutti, paura di nessuno, presentato in contemporanea all'uscita dell'album sul sito di Radio Deejay, e il secondo singolo V.I.P., realizzato con la cantante soul tedesca Y'akoto ed entrato in rotazione radiofonica a partire dal 12 settembre.
Il 26 gennaio 2015 è stato pubblicato il terzo singolo Juggernaut, mentre tra luglio e settembre sono stati resi disponibili i videoclip dei brani L'alternativa (Interludio) e Stratocaster, quest'ultimo in collaborazione con i rapper Noyz Narcos e Salmo.

## Tracce
1. Rispetto di tutti, paura di nessuno – 3:26
2. Change (feat. Patrick Benifei) – 4:00
3. Eroi (feat. Julia Lenti) – 3:43
4. Rocky e Adriana – 3:24
5. L'alternativa (Interludio) – 2:42
6. Rock Steady – 3:10
7. Juggernaut – 3:42
8. Stratocaster (feat. Noyz Narcos & Salmo) – 2:50
9. V.I.P. (feat. Y'akoto) – 2:56
10. Se non con te (feat. Andrea D'Alessio) – 4:15
11. Non è un addio – 4:26

## Classifiche
| Classifica (2014) | Posizione massima |
| ----------------- | ----------------- |
| Italia            | 1                 |